# Adamov (Morávia do Sul)
Adamov é uma cidade checa localizada na região de Morávia do Sul, distrito de Blansko.

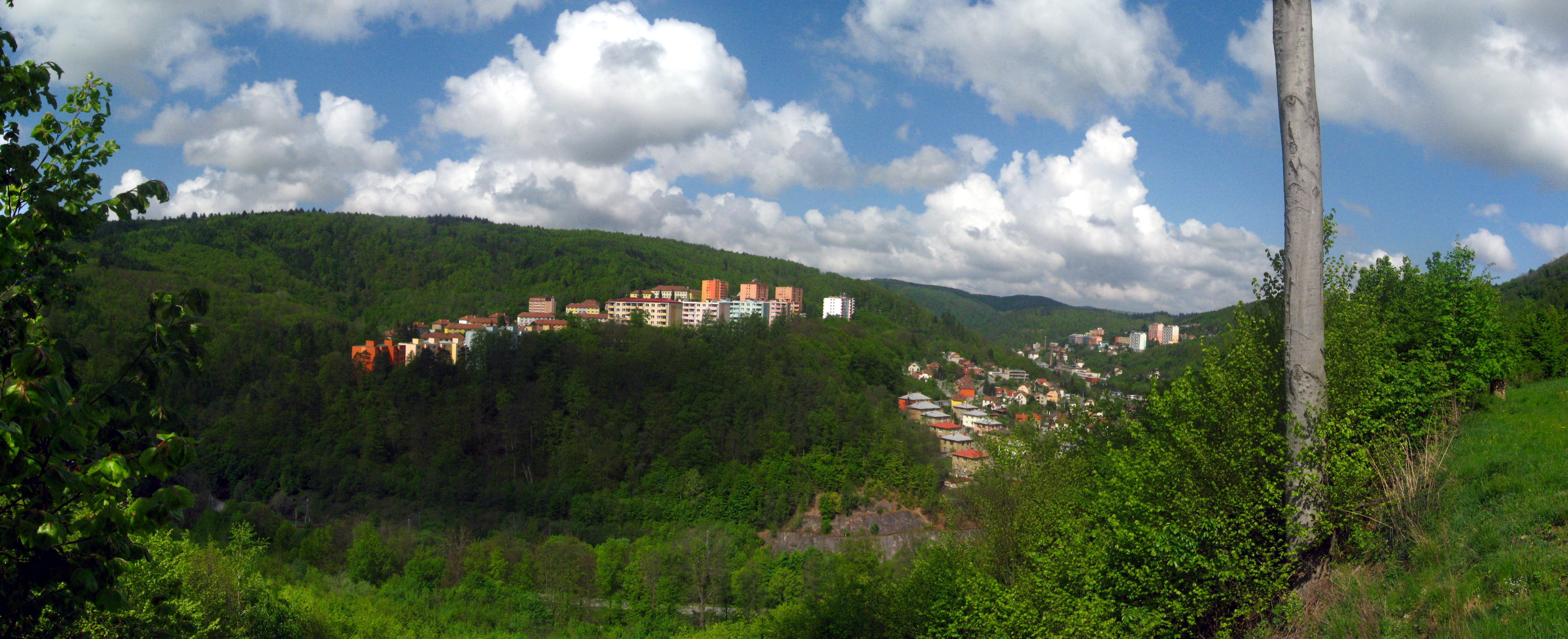
Paisagem Adamov